# Tsalendzjicha (stad)
Tsalendzjicha (Georgisch: წალენჯიხა) is een stad in het noordwesten van Georgië met 3.013 inwoners (2024), gelegen in de regio Samegrelo-Zemo Svaneti. Het is het bestuurlijke centrum van de gelijknamige gemeente en ligt 20 kilometer ten noordoosten van regiohoofdstad Zoegdidi en hemelsbreed 250 kilometer van Tbilisi.

## Locatie
Tsalendzjicha is gesitueerd aan beide oevers van de rivier Tsjanistskali, op een hoogte van ongeveer 200 meter boven zeeniveau. Aan de westzijde van de stad en de rivier rijst een richel uit het landschap met een hoogte van ongeveer 100 meter.

## Geschiedenis
In de middeleeuwen was Tsalendzjicha al een belangrijke plaats, wat leidde tot de bouw van de kathedraal in de 12e eeuw. In de 13e-14e eeuw werd het een van de residenties van het Dadiani geslacht dat over het vorstendom Mingrelië heerste. De zetel van het bisdom verplaatste door deze toenemende kernfunctie van Odisja naar Tsalendzjicha. In de folklore werd ook wel de naam Tsendicha gebruikt.
Onder het Russische Rijk, vanaf de 19e eeuw, was Tsalendzjicha een van de centra van het Oejezd Zoegdidi in het Gouvernement Koetais. Bij de bestuurlijke herindelingen van de Sovjet-Unie werd in 1930 het aparte rajon Tsalendzjicha geïntroduceerd, dat wezenlijk nog zo bestaat met Tsalendzjicha als bestuurlijk centrum. Het ontwikkelde zich onder de Sovjet-Unie tot theecentrum in de regio wat tot verdere urbanisatie leidde met uiteindelijk zes theefabrieken.
In 1957 werd Tsalendzjicha gepromoveerd naar 'nederzetting met stedelijk karakter' (დაბა, daba), en in 1964 verkreeg het stadsrechten. Sinds 2006 is het rajon naar gemeente getransformeerd. In 1995 werd het district ingedeeld bij de nieuw gevormde regio (mchare) Samegrelo-Zemo Svaneti.

## Demografie
Begin 2024 had Tsalendzjicha 3.013 inwoners, een daling van bijna 20% sinds de volkstelling van 2014. De bevolking van Tsalendzjicha bestaat vrijwel geheel uit Georgiërs (99,6%). De grote op- en neergang van het aantal inwoners in 1989 en 2014 werd voornamelijk veroorzaakt door bestuurlijke herindelingen van de dorpen rond de stad.
| Aantal                                                           | 1.432 | 2.496 | 6.486 | 2.314 | 2.632 | 9.304 | 8.956 | 3.847 | 3.186 | 3.013 |
| Verantwoording data: Bevolkingsstatistiek Georgië 1897 tot heden |       |       |       |       |       |       |       |       |       |       |

## Bezienswaardigheden
In Tsalendzjicha zijn enkele bezienswaardigheden waarvan de middeleeuwse kathedraal veruit het belangrijkste is. Daarnaast is er het Terenti Graneli Huis Museum, dat gewijd is aan de Georgische dichter Terenti Graneli (1897-1934) die in Tsalendzjicha geboren is.

## Vervoer
Tsalendzjicha is via de weg bereikbaar vanaf Zoegdidi via de nationale route Sh6. De stad is een kruispunt van regionale wegen die met de belangrijke plaatsen in de gemeente verbinden.

## Stedenbanden
Tsalendzjicha heeft stedenbanden met:
- Javoriv, Oblast Lviv, Oekraïne
- Mersin, Turkije
- Vilnius, Litouwen

## Geboren
- Terenti Graneli (1897–1934), Georgisch dichter.

## Foto's

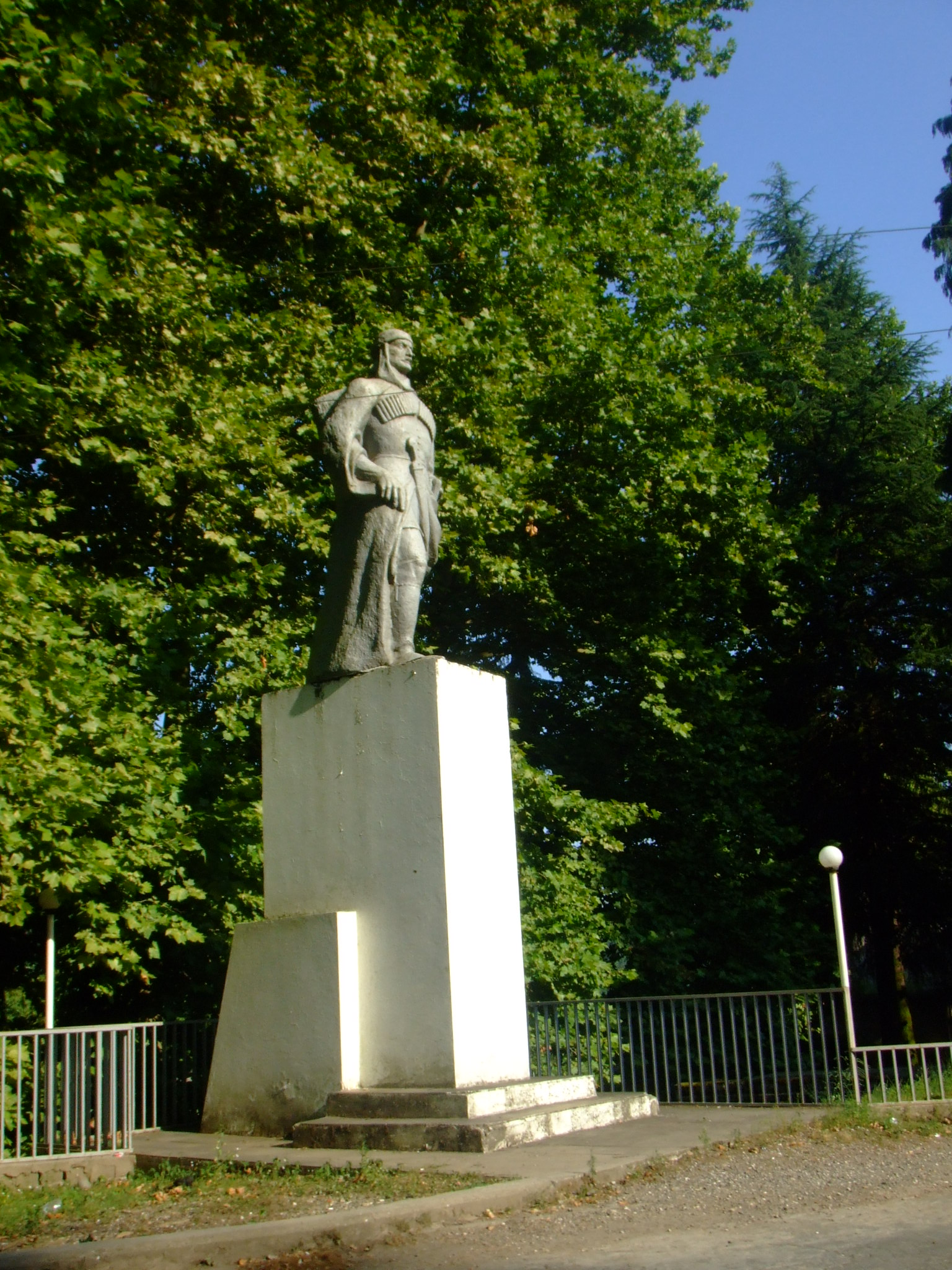
Oetoe Mikava, leider boerenopstand 1856
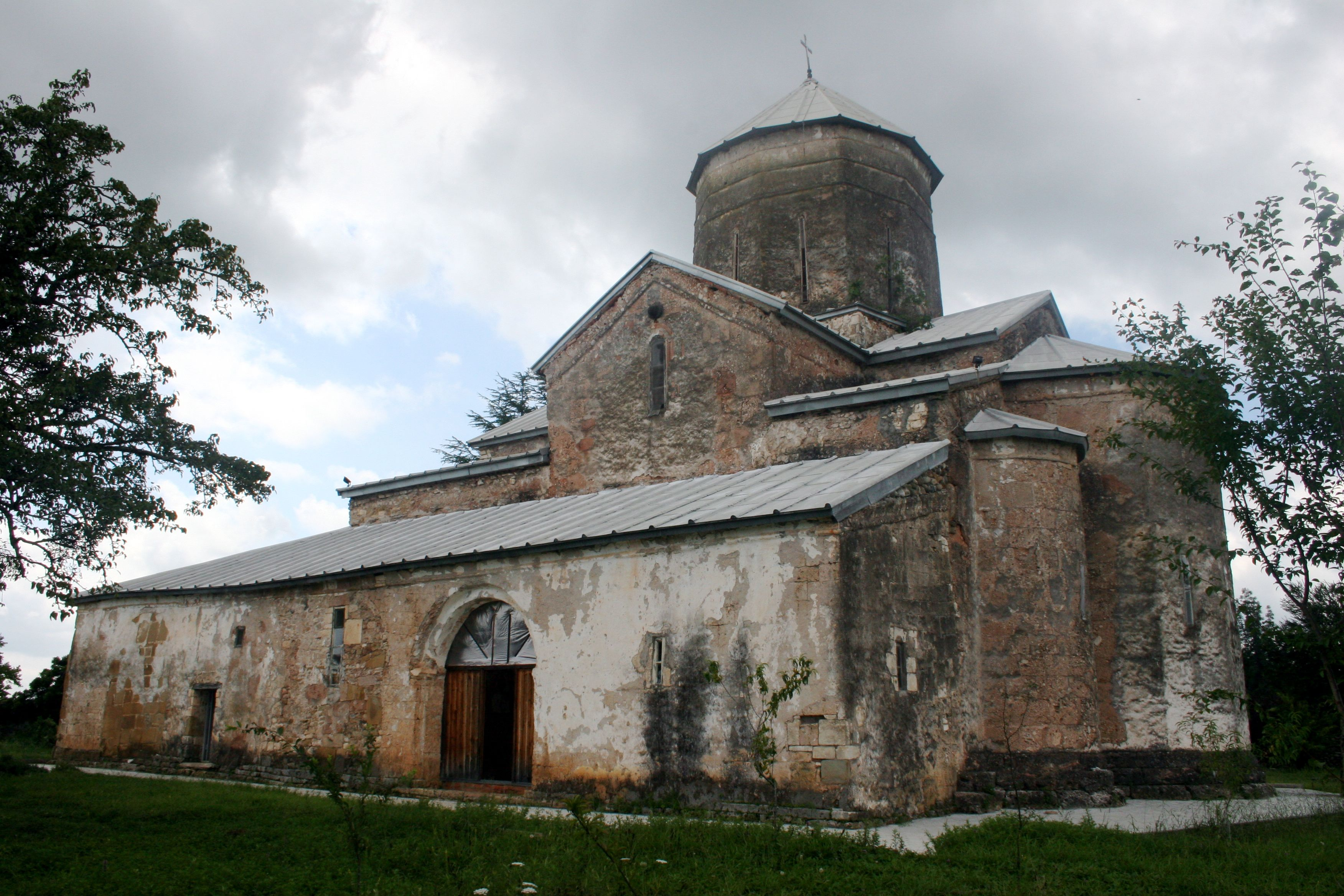
Tsalendzjicha-kathedraal
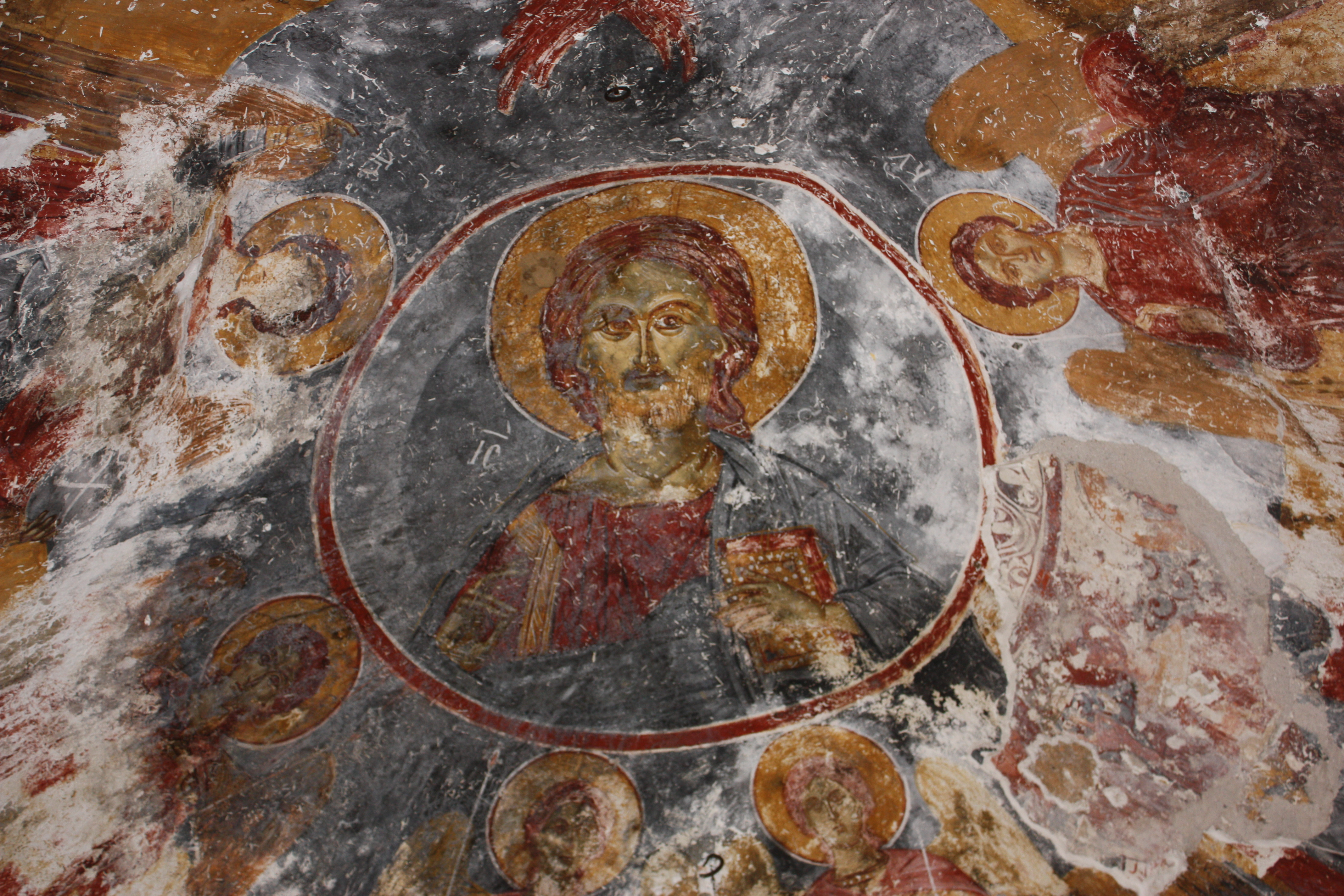
Freco's kathedraal
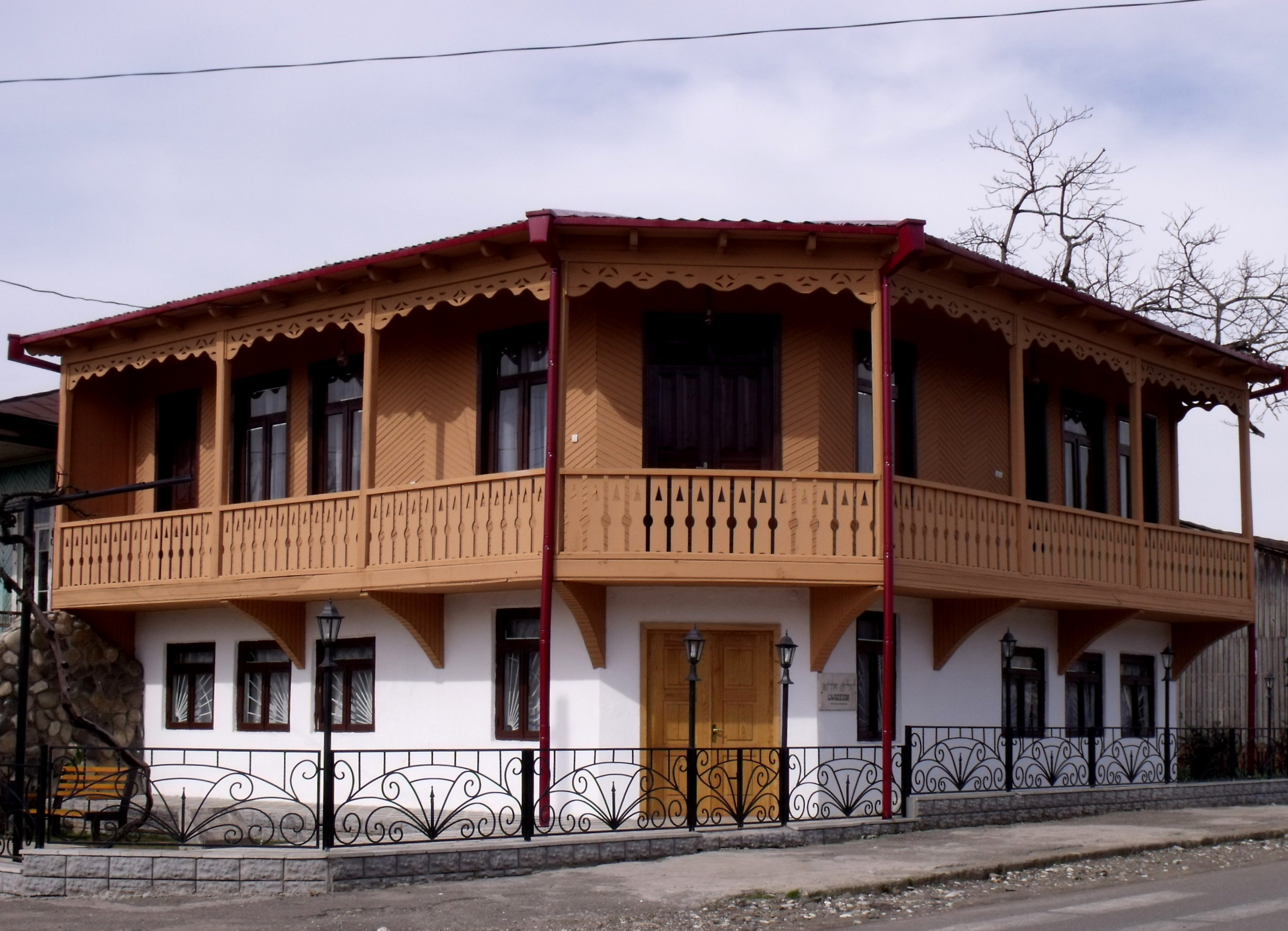
Terenti Graneli Huis Museum